# Ла-Джара (Колорадо)
Ла-Джара (англ. La Jara) — місто (англ. town) в США, в окрузі Конехос штату Колорадо. Населення — 730 осіб (2020).

## Географія
Ла-Джара розташована за координатами 37°16′26″ пн. ш. 105°57′38″ зх. д. / 37.27389° пн. ш. 105.96056° зх. д. (37.273779, -105.960554).  За даними Бюро перепису населення США в 2010 році місто мало площу 0,92 км², уся площа — суходіл. В 2017 році площа становила 1,05 км², уся площа — суходіл.

## Демографія
Згідно з переписом 2010 року, у місті мешкало 818 осіб у 313 домогосподарствах у складі 216 родин. Густота населення становила 892 особи/км².  Було 355 помешкань (387/км²).
Расовий склад населення:
| - 73,8 % — білих - 3,8 % — корінних американців - 0,4 % — чорних або афроамериканців - 0,1 % — азіатів - 17,7 % — осіб інших рас |

До двох чи більше рас належало 4,2 %. Частка іспаномовних становила 62,3 % від усіх жителів.
За віковим діапазоном населення розподілялося таким чином: 30,3 % — особи молодші 18 років, 55,0 % — особи у віці 18—64 років, 14,7 % — особи у віці 65 років та старші. Медіана віку мешканця становила 35,4 року. На 100 осіб жіночої статі у місті припадало 83,8 чоловіків;  на 100 жінок у віці від 18 років та старших — 87,5 чоловіків також старших 18 років.
Середній дохід на одне домашнє господарство  становив 36 789 доларів США (медіана — 28 000), а середній дохід на одну сім'ю — 52 494 долари (медіана — 42 917). За межею бідності перебувало 21,6 % осіб, у тому числі 14,3 % дітей у віці до 18 років та 22,2 % осіб у віці 65 років та старших.
Цивільне працевлаштоване населення становило 301 осіб. Основні галузі зайнятості: освіта, охорона здоров'я та соціальна допомога — 23,6 %, будівництво — 12,0 %, сільське господарство, лісництво, риболовля — 11,0 %, виробництво — 10,6 %.